# Museum Lolland-Falster
Museum Lolland-Falster er fusion af flere museer på Lolland og Falster.
Museet blev skabt 1. januar 2009 ved sammenlægning af Lolland-Falsters Stiftsmuseum med Guldborgsund Museum. I 2010 indgik Reventlow-Museet Pederstrup også i fusionen.
Museet omfatter fire samlinger og udstillingssteder:
- Museum Obscurum i Nykøbing Falster
- Stiftsmuseet Maribo i Maribo
- De Gamle Huse - Frilandsmuseet i Maribo
- Reventlow-Museet Pederstrup i Horslunde

## Historie

### Lolland-Falsters Stiftsmuseum
Lolland-Falsters Stiftsmuseum blev etableret i 1879 og fik sin egen bygning i Maribo i 1889. Museet rådede over både kulturhistorie og kunst, men kunstsamlingen blev i 1966 til Lolland-Falsters Kunstmuseum, der i dag kendes som Fuglsang Kunstmuseum.

### Guldborgsund Museum
Falsters Minder blev stiftet i 1913. Da Czarens Hus blev skænket til museet i 1923, blev museet samling flyttet hertil, hvor den har været lige siden. Det blev statsanerkendt i 1946. Ved kommunesammenlægning i 2007 blev museet til Guldborgsund Museum og fik udvidet sit geografiske ansvarsområde således at de tidligere Nysted og Sakskøbing Kommune også indgik under Guldborgsund Museum. Begge hørte tidligere til Lolland-Falsters Stiftsmuseum.

### Museum Lolland-Falster
Fusionen mellem Lolland-Falsters Stiftsmuseum og Guldborgsund Museum trådte i kraft d. 1. januar 2009. Museet har sin administration i Nykøbing Falster, men har også kontorer i Maribo. I 2020 havde museets udstillingssteder tilsammen knap 26.000 besøgende. I 2021 var besøgstallet 21.668 og i 2022 var besøgstallet på 41.552.
Ud over museumsbygningerne råder museet også over en del andre bygninger både i Nykøbing Falster og Maribo, som bruges til magasiner. Turistinformationen i Nykøbing Falster drives af Museum Lolland-Falster og er beliggende i den gamle Købmandsbutik i museets bygninger i Færgestræde 1A.
Museets museale ansvarsområde dækker Lolland og Falster. Museum Lolland-Falster står for de arkæologiske undersøgelser i forbindelse med Femern Bælt-forbindelsen.
I foråret modtog museet Historiske Dages Fornyelsespris for udstillingen "Museum Obscurum".